# Płocicz (województwo pomorskie)
Płocicz – osada w Polsce, położona w województwie pomorskim, w powiecie człuchowskim, w gminie Koczała, nad rzeką Rudą.
W latach 1975–1998 osada administracyjnie należała do województwa słupskiego.